# After the garden
After the garden is een lied dat werd geschreven door Neil Young. Het was in 2006 het openingsnummer van zijn protestalbum Living with war waarop hij zich keert tegen de oorlogen waarin de VS betrokken is. Hierop staat bijvoorbeeld ook het spraakmakende Let's impeach the president waarin hij de regering van George Bush jr. kraakt. Daarnaast kwam After the garden uit op een radiosingle.
In de videoclip gebruikte Young filmmateriaal van An inconvenient truth, de documentaire over de opwarming van de Aarde van voormalig vicepresident Al Gore. Gores milieu-inspanningen waren een jaar later goed voor de Nobelprijs voor de Vrede. De filmbeelden houden verband met het refrein van het nummer, waarin Young de ecologische schade van oorlogvoering verwoordt met de herhaling van After the garden is gone.
In het lied verkondigt hij een ideale wereld waarin er geen politici nodig zijn. Hij opent met: Won’t need no shadow man running the government. Ook zou Amerika het zonder soldaten kunnen doen, wat hij verwoordt als Won’t need no haircut, wont need no shoeshine. Het is een thema dat hij al veel vaker heeft aangesneden, onder meer door te noemen dat de VS moet stoppen zijn soldaten de dood in te sturen. Dat de VS geen oorlog nodig heeft, verwoordt hij in dit nummer onomfloerst met: Won’t need no stinking war.